# Iitti
Iitti (szw. Itis) – gmina w Finlandii, położona w południowej części państwa, od 2021 należąca do regionu Päijät-Häme. Przed 2021 należała do regionu Kymenlaakso.